# بهارات ۷۸۱۱۸
سیارک ۷۸۱۱۸ (به انگلیسی: 78118 Bharat، نامگذاری:2002NT) هفتاد و هشت هزار و صد و هجدهمین سیارک کشف شده‌است که در ۴ ژوئیه ۲۰۰۲ کشف شد.